# 井上雅雄
井上 雅雄（いのうえ まさお、1979年8月16日 - ）は、毎日放送（MBS）所属のアナウンサー。MBSを含むJNN・JRN加盟局の優秀なアナウンサーを表彰するアノンシスト賞で、2020年度に「テレビ 読み・ナレーション部門」と「テレビ スポーツ実況部門」の優秀賞を受賞した。

## 来歴・人物
大阪府出身。同志社香里高等学校、同志社大学法学部卒業。高校・大学時代はラグビー部に所属していた。
大学卒業後の2003年にスポーツアナウンサーとして毎日放送へ入社してからは、スポーツ実況・中継リポーターのほか、ラジオ番組のパーソナリティも務めている。2006年には『MBSタイガースナイター』担当アナウンサーの中で、（実況やベンチリポーターとして）阪神タイガース戦の中継に最も多く出演した。また、高校ラグビー中継では高校時代の恩師である清鶴敏也とコンビを組むことが多い。2010年には、大阪を舞台にした東宝の実写ボクシング映画『ボックス!』（同年5月22日公開、同局が出資・制作協力）で、当時の後輩アナウンサー・斎藤裕美と共に映画初出演を果たした。
アナウンサーを志したきっかけは、同志社大学の学生時代に、大学の先輩・八木早希（当時は毎日放送に在籍、2011年4月からフリーアナウンサーに転身）を招いての講演会で「毎日放送でスポーツアナウンサーを募集しているから、実際にスポーツしている人たちからもアナウンサー試験を受けてみたら?」とのアドバイスを受けたことによる。2011年には、八木がパーソナリティを務めるプロ野球オフシーズンのラジオ番組『MBSたびぐみ とっておき旅ラジオ』木曜日で、本来のパートナー・山中真（八木と同期入社のアナウンサー）の代役ながら八木との初共演を果たしている。
2012年2月には、『ちちんぷいぷい』（MBSテレビ）の番組内部署として「ちちんぷいぷい運動部」が誕生したことを機に、現役のスポーツアナウンサーとして「運動部キャプテン」に就任。プロ野球のシーズン中を含めて、水曜日の放送に不定期で出演していた。2014年3月までは同番組の金曜日でニュースキャスターを務めていたが、同年4月以降は、スポーツアナウンサーとしての活動に事実上専念。2016年に結婚した。
毎日放送が日本プロ野球シーズン中に「タイガース全力応援宣言　ぶち破れ!MBSがヤル」（阪神の応援キャンペーン）を展開する2019年以降は、狩野恵輔（『MBSベースボールパーク』のフィールドキャスターで元・阪神捕手および外野手）や藤林温子（後輩アナウンサー）と共にキャンペーンキャラクターへ起用されている。
その一方で、2017年4月からは、MBSラジオで土曜日の午後に『桜井一枝&井上雅雄のるんるん土曜リクエスト』（生放送の音楽リクエスト番組）のパーソナリティを桜井一枝と共に担当。2020年3月14日で同番組が終了したため、1987年10月から土曜日の午後帯で32年半にわたって放送されてきた『土曜リクエスト』シリーズにおける最後の男性パーソナリティになった。ただし、2020年3月28日から放送の後継番組『豊永真琴のMBSミュージックパーク』にも、週替わりパートナーの1人として出演している。
なお、2020年3月最終週から4月第1週までの2週間は、後述するレギュラー番組（テレビ『せやねん!』・ラジオ『タイガース全力応援宣言 MBSマンデーベースボールパーク』）への出演を急遽見合わせていた。同年3月23日（月曜日）に井上が取材していた藤浪晋太郎（阪神タイガース投手）が、取材の前後から嗅覚の異常を訴えた末に、新型コロナウイルスへ感染していることがPCR検査で判明したことによる。井上の取材自体は5分程度で、（新型コロナウイルス感染拡大の一因とされる感染者・）藤浪への「濃厚接触」に該当しなかった。しかし、毎日放送では（正局員の井上を含む）3月下旬に藤浪を取材する機会があった番組関係者に対して、当該期間中の自宅待機措置を独自に適用。井上が出演する予定だった番組には、同僚のスポーツアナウンサー・金山泉を代役に立てた。結局、井上自身は大事に至らず、同年4月6日放送分の『マンデーベースボールパーク』からスタジオ出演を再開。6月27日には、感染の拡大を背景に阪神甲子園球場で開催されたベリーグッドマンの無観客・配信限定ライブで進行役を任されている。
2020年度の第46回アノンシスト賞では「テレビ 読み・ナレーション部門」と「テレビ スポーツ実況部門」でそれぞれ優秀賞を受賞した。前者（初受賞）は2021年3月5日（金曜日）の『ちちんぷいぷい』生放送中に披露した「歌が聴こえる」（バイク川崎バイクのショートショート）の朗読（同僚のアナウンサーである上田悦子・松本麻衣子との群読）、後者（2011年度・2014年度に続く3度目の受賞）は第100回全国高校ラグビー準決勝・大阪朝鮮対桐蔭学園テレビ中継での実況が高く評価されたことによる（「テレビ 読み・ナレーション部門」では上田・松本と共同で受賞）。アノンシスト賞において、1人のアナウンサーが全国審査を経て同じ年度に複数部門の優秀賞を受賞することは異例に当たる（当該項に詳述）。

## 現在の出演番組

### テレビ
- MBSベースボールパークなどのスポーツ中継（ラグビー、ゴルフなど）
  - ゴルフ中継では2010年から、JNN系列全国ネットで中継されるつるやオープンゴルフトーナメントの実況担当（2014年まで）し、2024年からはダンロップフェニックストーナメントの実況担当。女子の大会ではTOTOジャパンクラシック（2015年から。全国ネット）、マスターズGCレディース（2009年から2016年まで。全国ネットではない）の実況も務めている。
  - 2012年12月31日にボディメーカーコロシアム（大阪府立体育会館）からTBSテレビ制作・全国ネットで放送されたWBA世界ライトフライ級タイトルマッチ（井岡一翔対ホセ・アルフレド・ロドリゲス）および世界ミニマム級タイトルマッチ（宮崎亮対ポンサワン・ポープラムック）のテレビ中継では、地元局のスポーツアナウンサーとしてロドリゲス側とポープラムック側のリポーターを務めた。
  - 2014年には、選抜高等学校野球大会決勝戦テレビ中継で実況を担当した。
  - 2020年1月26日には、毎日放送の自社制作では初めてのジャパンラグビートップリーグ公式戦生中継（御崎公園球技場＜ノエビアスタジアム神戸＞の神戸製鋼コベルコスティーラーズ対サントリーサンゴリアス戦）[4]で、神戸製鋼側のリポートを任された。
  - 新型コロナウイルスへの感染が拡大している影響で第92回選抜高等学校野球大会が中止された2020年には、8月中旬の2020年甲子園高校野球交流試合（同大会への出場が決まっていた全32校による16試合制の招待試合）で、インターネット向けのライブ配信向けに実況を1試合担当している。
  - 2022年1月9日には、全国高等学校ラグビーフットボール大会決勝戦テレビ中継で実況を担当した。
- せやねん!（2016年4月2日 - ）
  - かつてスポーツ中継にも出演していた先輩アナウンサー・上泉雄一の後任として、第1部「せやねん!スポーツ」の進行をレギュラーで担当。レギュラーで出演する前にも、同コーナーで上泉の代役を務めたことがあった。
- 吉本陸上競技会（2012年 - ）
  - 第1回から11年連続で実況を務めてきた先輩アナウンサー・来栖正之の後任として、第12回「吉本陸上ザ・ゴールデン2012」から実況を担当。第13回（2013年）からナレーターを兼務している。なお、金山を実況担当へ起用した第16回（2016年）のみ、ナレーションに専念。
- 痛快!明石家電視台
  - 「痛快!明石家電視台in 韓国・済州島サン様ファミリー大集合スペシャル」（2006年10月1日放送分）でナレーターを担当。2014年以降は、年に1 - 2回のペースで「MBSアナウンサー（大集合）スペシャル」を放送する場合に、アナウンサーの1人として随時出演している。
- MBS NEWS（不定期・プロ野球シーズンでも担当する）

### ラジオ
- MBSベースボールパーク（前身の『MBSタイガースナイター』→　『MBSタイガースライブ』時代から実況・ベンチリポーターを担当）
  - プロ野球のナイトゲームが最初から予定されていない（もしくは予定のカードが全て中止になった）場合に、自社制作で放送されるスタジオバージョンの『MBSベースボールパーク番外編　みんなでホームイン!』に出演することもある。
  - 『桜井一枝と井上雅雄のるんるん土曜リクエスト』のパーソナリティを担当していた2017 - 2019年には、週末（金 - 日曜日）の阪神ビジターゲームに帯同しなかった。逆に、土曜日に同番組への内包扱いで阪神甲子園球場や京セラドーム大阪から阪神のデーゲームを中継する場合に、実況・ベンチリポーター担当として同番組にも登場することがあった。このパターンで実況を担当した2017年5月6日の阪神対広島東洋カープデーゲーム中継（甲子園）では、阪神が球団史上初めてセントラル・リーグの公式戦で9点ビハインド（0-9のスコア）から逆転勝利を収めるまでの一部始終を伝えた。
  - 2019年4月30日（火曜日）には、阪神対広島ナイトゲーム（甲子園）ラジオ中継の実況を担当した（解説：藪恵壹・狩野恵輔）。この中継は、テレビ・ラジオを通じて、毎日放送が平成時代に制作した最後の野球中継であった。
  - 2019年度には、土・日曜日に編成されるナイターオフ版のうち、日曜日に放送される「狩野恵輔のサンデー・キャッチャー」の19時台前半に近藤亨との隔週交代で出演。
  - 2020年3月23日から2021年9月27日までは、藤林と共に『タイガース全力応援宣言 MBSマンデーベースボールパーク』のパーソナリティを務めていた。
- 豊永真琴のMBSミュージックパーク（2020年4月 - ）
  - 『るんるん土曜リクエスト』の後継番組で、他のスポーツアナウンサーと交互に、週替わりパートナーの1人として出演。
- MBSヨル隊（2017 - 2020年度のナイターオフ番組レーベル）火曜日→夕方もポチっとMラジ（2021年10月4日開始）月曜日「金村義明のええかげんにせぇ〜!」
  - MBSヨル隊時代は、2017・2018年度の放送で市川いずみと共に金村のパートナーを担当。市川とは2019年度のMBSベースボールパーク「狩野恵輔のサンデー・キャッチャー」に隔週ペースで再び共演している。
  - 2019・2020年度の放送では金山泉に交代していたが、平日夕方のレギュラー放送になった際に復帰。
- コトノハ（不定期で出演）
  - 「コトノハ」（言葉）にこだわった毎日放送アナウンサー室制作の事前収録番組で、2021年10月4日から毎週月曜日（2023年9月25日までは21:45 - 22:00 → 同年10月2日以降は21:30 - 21:45）に放送。
  - 番組の母体に当たる「MBSアナウンサー コトノハ ものがたりの世界」（基本として年に1回開かれるアナウンサー室主催の朗読イベント）には、開催の時期が3月上旬（プロ野球のオープン戦期間中）であっても、スポーツアナウンサーから金山と共に長らく出演を続けている。
- MBSニュース（不定期、プロ野球シーズンでも担当する）

## 過去の担当番組

### テレビ
- 大阪マラソン2011 走り出した情熱のランナー（2011年10月30日、第1回大阪マラソンの生中継を兼ねた特別番組）- 難波交差点（5.8km、16.8km、22.8km地点）のリポーターを担当
- カワスポ（2013年度）「阪神全144試合完全制覇　おっかけタイガース!」のスタジオ進行を担当
- みんなの甲子園ナレーター（2014年）
- ちちんぷいぷい
  - 2012年2月から「ちちんぷいぷい運動部キャプテン」の肩書で、水曜日を中心に不定期で出演。水曜日に出演する場合には、番組内のニュースキャスターも兼務していた。2013年4月から2014年3月までは、金曜日のニュースキャスターも担当。
  - 2014年4月以降も、「プリマ旦那の熱血アカデミー ホームラン打ちたいんや!!」（同年12月から水曜日に放送されていたVTRロケコーナー）や、スポーツ関連の特別企画を放送する場合に実況アナウンサーとして出演していた。
- コトノハ図鑑→「へぇ～のコトノハ」（不定期）
  - 所属する毎日放送アナウンサー室の企画で、2019年度まで『コトノハ図鑑』というレギュラー番組として放送された後に、2020年4月から2021年3月まで「へぇ～のコトノハ」（『ちちんぷいぷい』月・水曜日→水曜日のレギュラーコーナーへ移行。スポーツアナウンサーの中では、全期間を通じて出演の機会が多かった。
- 戦え!スポーツ内閣
  - 2016年10月から放送されていたレギュラー版にてナレーターを随時担当。開始当初から2017年1月までは「スポーツのおっちゃんの部屋」（毎日放送スポーツ局解説委員の宮前徳弘が放送日の週末に予定されている毎日放送関連のスポーツイベントの見どころを1分間で紹介したエンディング間際のコーナー）にも、スポーツアナウンサーの後輩・金山泉と交互に出演していた。

### ラジオ
- こんちわコンちゃんお昼ですよ!（アナウンサーとしての初レギュラー番組で、中継リポーターを担当。レギュラー降板後も、プロ野球のオフシーズンに、「とれたて駅売り夕刊紙」のコーナーにナビゲーター代理で出演することがある）
- INO-KONボンバイエ（2007〜2009年度のナイターオフ番組、2010年度のプロ野球シーズンにも不定期で放送）
- みんなの北海道（『小泉ニロの「みんなの北海道』時代の2008年12月8日から、2012年4月1日の最終回まで出演）
- 太田幸司の熱血!!タイガーススタジアム（木曜）
- MBSサウンドキングダム（月曜）
- MBSたびぐみ とっておき旅ラジオ（2009〜2011年度のナイターオフ番組、2010年度にパーソナリティ代理として木曜日に不定期出演）
- MBSとらぐみタイガースライブ!（2010・2011年度以降のナイターオフ番組、2010年度は水曜日、2011年度は木曜日担当）
- 情報どっか〜んライブ!ホームランラジオ（2011年度のナイターオフ番組、水曜パーソナリティ）
- 毎日カルチャースペシャル ラジオウォーク（2006年、2008年、2011年にリポーターで出演）
- with…夜はラジオと決めてます（2012年度のナイターオフ番組、金曜日のスポーツキャスター）
- ノムラでノムラだ♪ EXトラ!
  - プロ野球シーズン中で『MBSタイガースライブ』のナイトゲーム中継で実況を担当する日を中心に、中継先から前座コーナーの「ノムラで withタイガース」へ出演。2009年度のナイターオフ期間には、「ノムラでノムラだ♪Go!Go!エキストラ」金曜日の進行も担当した。2012年のプロ野球シーズンには、水曜日に『ちちんぷいぷい』へ出演する場合に、「ノムラで　withタイガース」の「生トラキャスター」（スタジオ進行キャスター）も務めていた。
- なにやっテンダラー（2013年度のナイターオフ番組レーベル「茶屋町プレミアムナイト」水曜日）スポーツキャスターとして「Today's Sports Topix」にのみ出演
- 松井愛のすこ〜し愛して♥
  - 2014年度のナイターオフ番組（『茶屋町プレミアムナイト』第1部）時代の水曜日に、スポーツキャスターとして「Today's Sports Topix」にのみ出演。平日ランチタイムの帯番組へ移行後の2019年12月10日（火曜日）には、体調不良で休演した先輩アナウンサーの松井愛に代わって、『井上雅雄のすこ〜し愛して♥』というタイトルでメインパーソナリティを務めた。
- withタイガース カワスポサタデー運動部!（『カワスポ』のラジオ版、2013年度のナイターオフ期間には「記者」の肩書で週替わり出演）
- 前田阿希子のええなぁ!（2015年8月24日）本来のメインパーソナリティである上泉の夏季休暇によってパーソナリティ代理を務めた後輩アナウンサー・前田のサポート役として、16時台の「知ってええなぁ!ちなみNEWS」と17時台の「週刊カネスポ」に出演。
- with Tigers MBSベースボールパーク みんなでホームイン!（2015年度・2016年度のナイターオフ番組）
  - 2015年度には木・金曜日、2016年度には火曜日のパーソナリティを担当。
- GI最前線 ジョッキー★ナイト（2015年秋季 - 2016年秋季）
  - 2016年春季までは赤星憲広、2016年秋季のみ沢松奈生子と共にパーソナリティを担当。
- 桜井一枝&井上雅雄のるんるん土曜リクエスト（2017年4月 - 2020年3月14日、桜井と共にパーソナリティを担当）
- 日本盛プレゼンツ 居酒屋阿希子（2017年9月16日・23日・30日）
  - 「MBSアナウンサー貸切営業」という特別企画でゲスト出演[5]。
- 〜MBS茶屋町ゴルフ倶楽部〜Sunday Morning Shot!（2020年10月4日 - 2023年9月25日） - 『板東英二のおばあちゃんと話そう（第2期）』の放送枠を継承した番組で、ゴルフ中継班の同僚に当たる馬野雅行・川地洋平・金山と交互にパーソナリティを担当。
- ナジャ・グランディーバのレツゴーフライデー（2022年2月11日）
  - 2017年度より放送されているナイターオフ番組（2020年度までは「MBSヨル隊」レーベル）で、「ナジャじゃジャーナル」コーナーに出演。『せやねん!』の打ち合わせが金曜日の夜に実施されることから、前身番組であるスマラジw「ナジャとアナの虹色レインボー」（2016年度のナイターオフ番組）および2017年度以降のナイターシーズンで主に土曜日の夜に放送される特別版を含め一度も出演がなかったが、出演可能となった経緯については不明（出演翌日も『せやねん!』は通常通り放送）。

## 関連人物
- 太田幸司
- 清鶴敏也
- 結城哲郎
- 美藤啓文
- 赤木誠
- 森本栄浩
- 馬野雅行
- 仙田和吉
- 近藤亨
- 金山泉
- 八木早希（アナウンサーになるきっかけを与えてくれた大学の先輩。井上の挙式・披露宴の司会も務めた）
- ヤナギブソン（ザ・プラン9）
- 小泉ニロ
- まきちゃんぐ
- 桜井一枝